# Walter Newman Haldeman
Walter Newman Haldeman (Maysville, 27 de abril de 1821-Louisville, 14 de mayo de 1902) fue un editor, periodista y empresario  estadounidense. Fue el fundador del periódico Louisville Courier, que luego se fusionaría para convertirse en Louisville Courier-Journal. Fundó la ciudad de Naples, Florida y fue dueño del equipo de Grandes Ligas de Béisbol, los Louisville Grays.

## Primeros años
Nació el 27 de abril de 1821 en Maysville, Kentucky, hijo de Elizabeth y John Haldeman. Pasó sus años de infancia en Maysville y asistió a Maysville Academy con los futuros destacados estadounidenses Ulysses S. Grant, William H. Wadsworth, Thomas H. Nelson y William "Bull" Nelson bajo la tutela del profesor William A. Richardson. A los 16 años, Haldeman se mudó con su familia a Louisville donde trabajó en una tienda de comestibles llamada Rogers & Dunham y en una casa de comisión. En 1840, Haldeman comenzó su carrera periodística en un puesto administrativo en el Louisville Journal, pero a los pocos años abrió su propia librería e imprenta.

## Carrera
En 1843, Haldeman inició la publicación de un pequeño periódico llamado Daily Dime. Cambió el nombre del periódico en 1844 a Louisville Courier. Fue un periódico secesionista tanto antes como durante la Guerra de Secesión. El periódico fue clausurado por el general Robert Anderson en septiembre de 1861, pero Haldeman, por temor a ser arrestado por traidor, se mudó a Bowling Green, Kentucky, donde continuó publicando. Después de la guerra, en 1868, el Courier se fusionó con su rival del otro lado de la ciudad, el Louisville Journal a favor de la Unión, para formar el Louisville Courier-Journal. Haldeman se convirtió en presidente de la nueva corporación. El papel combinado todavía está en circulación y actualmente es propiedad de Gannett Company.
Haldeman también es conocido como el fundador de Naples, Florida y el dueño del equipo de Grandes Ligas de Béisbol, los Louisville Grays; miembro fundador de la Liga Nacional. Su hijo, John Haldeman, jugó un partido para los Grays en 1877.
Haldeman rehuyó ser el centro de atención, ya que un artículo del New York Times del 14 de mayo de 1902 lo describió como "un hombre de una fuerza de carácter inusual, pero notablemente modesto, por lo que le molestaba cualquier forma de publicidad sobre sí mismo"; proporcionando así el centro de atención para el editor del Courier-Journal, Henry Watterson.

## Vida personal
Haldeman se casó con Eliza Metcalfe de Cincinnati, Ohio, en 1844. Tuvieron seis hijos, uno que murió en la infancia y Lizzie, Isabel, William, Bruce y John.
Falleció en Louisville en la mañana del 14 de mayo de 1902 por causa de la peritonitis que contrajo luego de una lesión por ser atropellado por un tranvía una semana antes.